# Ruta Estatal de Arizona 66
La Ruta Estatal de Arizona 66, y abreviada SR 66 (en inglés: Arizona State Route 66) es una carretera estatal estadounidense ubicada en el estado de Arizona. La carretera inicia en el Oeste desde la I 40     en McConnico hacia el Este en la I 40     en Seligman. La carretera tiene una longitud de 107,2 km (66.59 mi).

## Mantenimiento
Al igual que las autopistas interestatales, y las rutas federales y el resto de carreteras estatales, la Ruta Estatal de Arizona 66 es administrada y mantenida por el Departamento de Transporte de Arizona por sus siglas en inglés ADOT.